# Барглув-Косьцельний
Барґлув-Косьцельни (пол. Bargłów Kościelny) — село в Польщі, у гміні Барглув-Косьцельний Августівського повіту Підляського воєводства. Населення — 788 осіб (2011).
У 1975—1998 роках село належало до Сувальського воєводства.

## Демографія
Демографічна структура станом на 31 березня 2011 року:
|          | Загалом | Допрацездатний вік | Працездатний вік | Постпрацездатний вік |
| -------- | ------- | ------------------ | ---------------- | -------------------- |
| Чоловіки | 402     | 81                 | 282              | 39                   |
| Жінки    | 386     | 84                 | 221              | 81                   |
| Разом    | 788     | 165                | 503              | 120                  |

## Українські сліди
У селі знаходиться поховання Івана Півченка (пом. 1934), козака 5-ї Херсонської дивізії Армії УНР.